# Orbók Mór
Kökösi Orbók Mór (Kövend, Aranyos-Torda megye, 1853. április 24. – Budapest, 1930. május 9.) állami tanítóképző-intézeti igazgató,  tankönyvíró.

## Élete
A gimnázium öt osztályát Tordán, a VI-VIII. az unitáriusok kolozsvári főiskolájában végezte, ugyanitt két évig teológiát is hallgatott. Közben az 1873-1874. tanévben a tordai unitárius gimnáziumban köztanító volt. A tanári pályára szánván magát, 1874 őszén a budapesti egyetem mennyiségtani és természettudományi szakjára iratkozott be, melynek három évi folyamát elvégezte és az alapvizsgát letette. 1877 őszén a galgóci állami polgári fiú- és leányiskola igazgatójává nevezték ki. Ezen állásában hat évig működött; a magyarosítás és magyar nemzeti állameszme megszilárdítása érdekében fejtett ki tevékenységet. Itt kezdeményezte Libertiny Gusztáv tanfelügyelővel a Felvidéki Magyar Közművelődési Egyesületet, melynek alapszabályait is ő dolgozta ki. 1883 augusztusában a pozsonyi állami tanítóképző-intézet rendes tanára, 1896 őszén a kolozsvári állami tanítóképző intézet igazgatója lett. Itt a gyakorlati oktatásben újításként bevezette a méhészet és gyümölcstermesztés tanítását.
1876-1877-ben titkára, később elnöke volt a budapesti bölcselethallgatók segélyegyesületének és a tudományos vitatkozások VI. szakosztályának; elnöke volt a Kossuthhoz zarándokló ceglédi küldöttséget fogadó 33-as bizottságnak és az erdélyi társaságnak, melyet ő kezdeményezett; helyettes elnöke volt a török rokonszenvi, tüntetéseket rendező hatvanas bizottságnak és mint ilyen nyerte a Medzsidie-rendet. 1892-ben elnöke volt a pozsonymegyei tanítóegyesületnek: Jelenleg az országos közoktatási tanácsnak tagja és az országos iparoktatási tanácsnak könyvbirálója.
Tanügyi, társadalmi és politikai czikkeket írt a Honba, Egyetértésbe, a Pozsonyvidéki Lapokba, a Nyitramegyei Közlönybe, a Magyarország és a Nagyvilágba (1877. Petzval Ottó), a Vasárnapi Ujságba (1877), a M. Polgárba, az Érsekujvár és Vidékébe, a Polgári Iskolába; munkatársa volt az Üstökösnek.

## Művei
- A tetraeder mértanához. Értekezés a magasabb mennyiségtan köréből. Pozsony, 1878. 14 kőnyom. ábrával.
- Nyitramegye földrajza, a népiskolák III. osztálya számára. Nyitramegye térképével és a szöveg közé nyomott öt képpel Pozsony, 1882. (2. kiadás Kaszap Antal társszerzővel. Pozsony, 1884. Ism. Néptanítók Lapja. Németül: Pozsony, 1882. Szlovákul: Pozsony, 1884.)
- Földrajz a népiskolák számára. Bpest, 1884. (Németül: Szombathely, 1885. Szlovákul: Trencsén, 1886.).
- Pozsonymegye földrajza a népiskolák III. osztálya számára. Pozsonymegye térképével és a szöveg közé nyomott 6 képpel. Bpest, 1884. (Wagner Lajos társszerzővel. Németül: Bpest, 1884. Szlovákra ford. Mihalik József: Bpest, 1884.).
- Liptómegye földrajza, a népiskolák III: oszt. számára. Bpest, 1884. (Mihalik Józseffel együtt. Szlovákul: Bpest, 1884.).
- Számoló könyv, a népiskolák I-VI. osztályai számára. Močnik után kidolgozta. Pozsony, 1885. Öt füzet. (I. 6. kiadás 1897., 7. k. 1899., 8. k. 1901., 9. k. 1902., 10. k. 1903., II. 2. k. 1887., 15. k. 1899., 16. és 17. k. 1900., 18. k. 1901., 19. k. 1902., 20. k. 1903., 21. és 22. k. 1904., III. 2. k. 1887., 15. k. 1899., 16. k. 1900., 17. és 18. k. 1901., 19, k. 1902., 20. k. 1903., 21. k. 1904., IV. 2. k. 1888., 4. k. 1891., 13. k. 1899., 14. k. 1900., 15. k. 1901., 16. k. 1902., 17. k. 1903., 18: k. 1904., V. 2. k. 1888., 6. k. 1897., 7. k. 1899., 8. k. 1902., 9. k. 1903.).
- Ugyanezen munka II-V. füzetének átdolgozása a budapesti népiskolák számára. Pozsony, 1891. (2. kiadás. Pozsony, 1893. Szlovákul az I-IV. füzet Pozsony, 1888.)
- Népiskolai számtani füzetek. Pozsony, 1886. 12 füzet.
- Középiskolai számtani füzetek. Pozsony, 1886.
- Számoló könyv ipar és kereskedelmi, felső nép- és polgári; ipar- és kereskedelmi iskolák megfelelő osztályai számára. Írta Močnik Ferenc, a 10. kiadás után átdolgozta. Pozsony, 1886. (2. kiadás).
- Számoló könyv ipar- és kereskedelmi felső nép- és polgári iskolák számára. Írta Mo(nik a 10. eredeti kiadás után átdolgozta. Pozsony, 1888.
- Tréfás számtani feladványok gyűjteménye. Pozsony, 1887. (Hasznos mulatságok I. 4. kiadás. Pozsony, 1894.).
- Tréfás mértani feladványok gyűjteménye. A szöveg közé nyomott 117 képpel. Pozsony, 1888.
- Tréfás szavalmányok gyűjteménye. Pozsony, 1889. (Hasznos mulatságok V.)
- Trencsénmegye földrajza, a népiskolák III. osztálya számára. Pozsony, 1899. Kosztka Mihálylyal együtt. (Szlovákul. Pozsony, 1889.).
- Számoló könyv a felsőbb leányiskolák és a polgári leányiskolák I-IV. osztálya használatára. Bpest; 1890. Két kötet. (I. 2. kiad. 1893., 3. k. 1897., 4. kiad. 1903., II. 2. k. 1894., 3. kiad. 1899. Bpest).
- Mértan felsőbb és polgári leányiskolák s tanítóképző intézetek számára. A szöveg közé nyomott 178 ábrával. Bpest, 1891. (2. kiadás. Bpest, 1898.)
- Számoló könyv a polgári fiúiskolák I-III. oszt. számára. Bpest, 1891.
- Mértan a felsőbb leányiskolák és tanítónőképezdék használatára. Mo(nik után kidolgozta. Bpest, 1891. (2. kiadás 1899., 3. kiadás 1902. Bpest).
- Mértan a népiskolák és az ismétlő iskolák számára. A szöveg közé nyomott 55 ábrával. Bpest, 1893.
- Egészségtan és életmentéstan a népiskolák számára. Bpest, 1889. (2. k. 1893., 3. k. 1897. Bpest.).
- Vezérkönyv az elemi népiskolai számolástanításhoz, különös tekintettel a Močnik-Orbók-féle népiskolai számoló könyvekre. Pozsony, 1893. Két. füzet. (Böngérfi J. társszerkesztővel).
- Számtan a középiskolák I., II. és III. osztályának használatára. Bpest, 1898. (2. kiad: Gerevich Emillel együtt 3. k. 1903. Bpest).

Szerkesztette a N. Népiskolát 1880. szept. 15-től 1882-ig Nyitrán és Galgóczon; a Felvidéki Nemzetőrt 1882-83-ban, mint társszerkesztő; a Pozsonymegyei Közlöny cz. társadalmi hetilapot 1886-ban; a Magyar paedagogok és tanférfiak Albumát Pozsonyban 1887-ben; a Paedagogiai Plutarchot, jelesebb paedagogusok, kiválóbb tanférfiak arczkép- és életrajzgyűjteménye, tekintettel a magyarokra; Pozsony. 1886-89. Három kötet, 22 füzet; a Paedagogiai Zsebnaptárnak; 1886-1889. IX-XII. évfolyamát Pozsonyban, 1890-1903-ban Budapesten.

## Álnevei és jegyei
Florida, Adivolf, Kökösi M., -k -r és O. M.